# Municipio de Moweaqua
El municipio de Moweaqua (en inglés: Moweaqua Township) es un municipio ubicado en el condado de Shelby en el estado estadounidense de Illinois. En el año 2010 tenía una población de 2003 habitantes y una densidad poblacional de 45,81 personas por km².

## Geografía
El municipio de Moweaqua se encuentra ubicado en las coordenadas 39°37′54″N 88°58′23″O / 39.63167, -88.97306. Según la Oficina del Censo de los Estados Unidos, el municipio tiene una superficie total de 43.72 km², de la cual 43,72 km² corresponden a tierra firme y (0 %) 0 km² es agua.

## Demografía
Según el censo de 2010, había 2003 personas residiendo en el municipio de Moweaqua. La densidad de población era de 45,81 hab./km². De los 2003 habitantes, el municipio de Moweaqua estaba compuesto por el 98,05 % blancos, el 0,25 % eran afroamericanos, el 0,5 % eran amerindios, el 0,15 % eran asiáticos, el 0,35 % eran de otras razas y el 0,7 % eran de una mezcla de razas. Del total de la población el 1,15 % eran hispanos o latinos de cualquier raza.